# Станчики
«Станчики» (пол. Stańczycy) — польская консервативная (национальная правая) партия, существовавшая в Галиции с конца 1860-х до 1918 года.
Партия получила своё название благодаря изданному её лидерами (Юзефом Шуйским, Станиславом Тарновским и др.) политическому памфлету «Папка Станчика» (пол. Teka Stańczyka; 1869), который был составлен из писем, якобы оказавшихся в портфеле Станчика, — придворного шута конца XV — начала XVI века.
Станчики осуждали национально-освободительное движение и сыграли важную роль при оформлении компромисса с австрийскими Габсбургами, который предоставил польским имущим классам командные позиции в Галиции в обмен на поддержку Габсбургской монархии. Станчики вели борьбу против социалистических идей, рабочего и крестьянского движения, национального движения украинцев в Галиции.
Печатным органом партии была ежедневная газета «Czas».